# توم ألي
توم ألي (بالإنجليزية: Tom Alley)‏ هو مهندس أمريكي، ولد في 21 مايو 1889، وتوفي في 26 مارس 1953.

## وصلات خارجية
- توم ألي على موقع DriverDB.com (الإنجليزية)